# Montmorin (Altos Alpes)
Montmorin era una comuna francesa situada en el departamento de Altos Alpes, de la región de Provenza-Alpes-Costa Azul, que el 1 de julio de 2017 pasó a ser una comuna delegada de la comuna nueva de Valdoule al fusionarse con las comunas de Bruis y Sainte-Marie.

## Demografía
| Gráfica de evolución demográfica de Montmorin entre 1800 y 2014 |
|                                                                 |

Los datos demográficos contemplados en este gráfico de la comuna de Montmorin se han cogido de 1800 a 1999 de la página francesa EHESS/Cassini, y los demás datos de la página del INSEE.